# Caiuby
Caiuby Francisco da Silva (Boa Esperança do Sul, 14 de julho de 1988) é um futebolista brasileiro, que joga na posição de atacante, atualmente joga pelo, São Caetano.
Foi carinhosamente apelidado pelos torcedores do Wolfsburg de "Kai-Uwe".

## Controvérsia
Em 09 de junho de 2023 ele foi preso, em São Paulo, por falta de pagamento de pensão alimentícia. Dias antes ele havia sido impedido de voltar para a Europa, por estar com o passaporte suspenso pela Justiça.

## Títulos
Ferroviária
- Copa Federação Paulista de Futebol: 2006

Wolfsburg
- Campeonato Alemão: 2009[10]